# Театр Сервантеса (Малага)
Театр Сервантеса в Малаге (исп. Teatro Cervantes) — самая старая сцена в столице Коста-дель-Соль. Находится в историческом центре города и располагает зрительным залом на 1200 мест. Место проведения Малагского кинофестиваля.
Здание театра было построено в 1869 году под руководством архитектора Херонимо Куэрво после сноса сгоревшего Театра принца Альфонсо. Торжественное открытие театра состоялось в 1870 году.